# Han Feizi

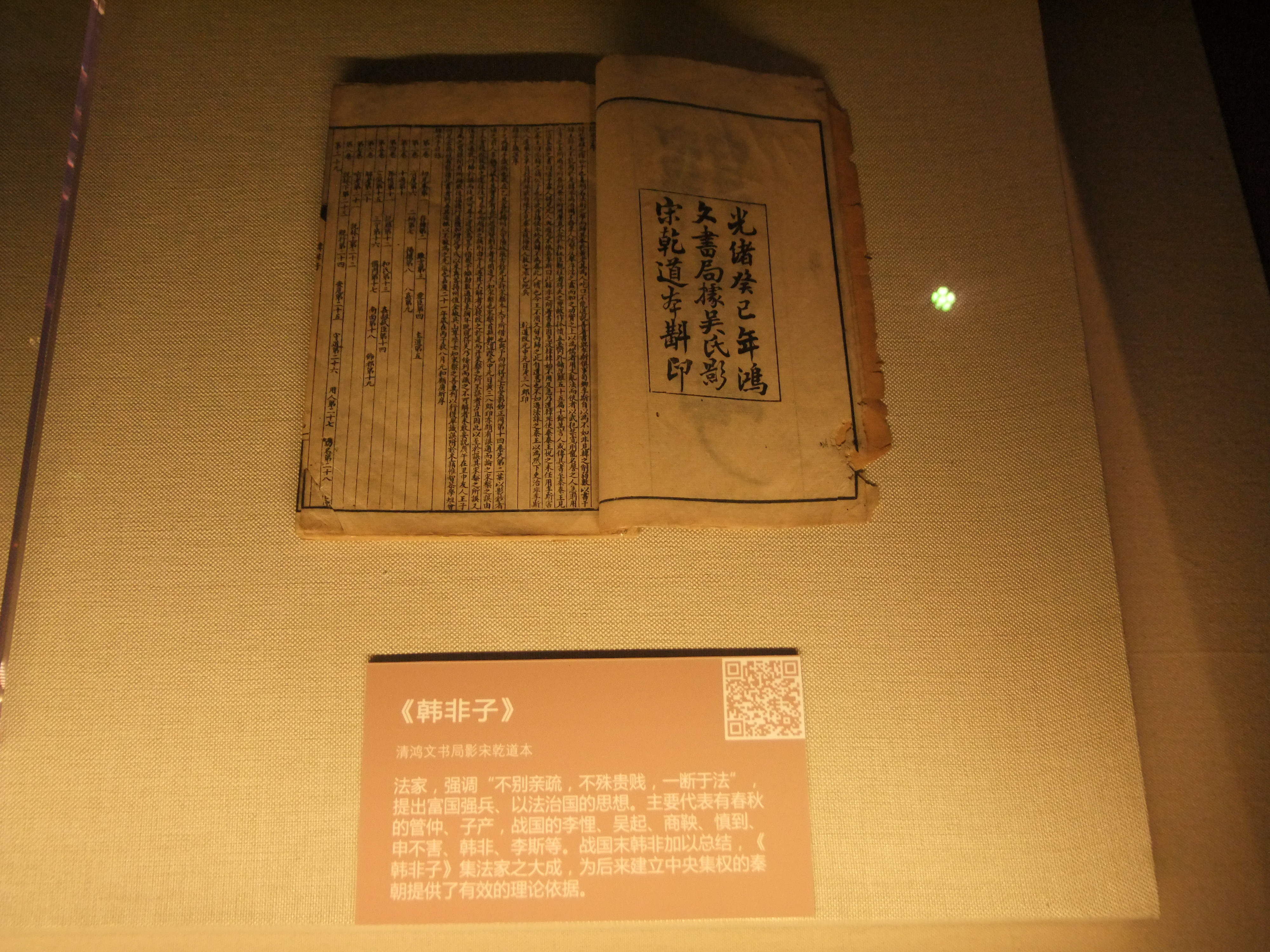
El libro Hanfeizi o Han Feizi. Una edición de Hongwen Book Company en el período de Guangxu de la dinastía Qing (1644-1911). Se exhibe en el Museo Provincial de Hunan.

Han Fei Tzu o Han Feizi (la romanización del chino simplificado 韩非子 chino tradicional 韩非子 pinyin hán fēizi Wade-Giles Han Feitzu ["Maestro Han Fei"], c. 280 a. C., China - el [c. 233 a. C., China) fue uno de los más grandes filósofos legistas de China.  Sus ensayos sobre el gobierno autocrático impresionaron tanto a Qin Shi Huang, que el futuro emperador adoptó sus principios después de tomar el poder en el año 221 a. C. El Hanfeizi, el libro que lleva su nombre, comprende una síntesis de teorías legales hasta su época.
Sima Qian cuenta que Qin Shi Huang fue a la guerra con el estado Han para obtener una audiencia con Han Fei, pero finalmente fue convencido para encarcelarlo, tras lo cual se suicida. Tras la temprana desaparición de la dinastía Qin, la escuela fue oficialmente vilipendiada por la dinastía Han que la sucedió. A pesar de su condición de paria a lo largo de la historia de la China imperial, la teoría política de Han Fei y la escuela legalista continuaron influyendo fuertemente en todas las dinastías posteriores, y el ideal confuciano de gobierno sin leyes nunca se hizo realidad.
Han Fei tomó prestado el énfasis de Shang Yang en las leyes, el énfasis de Shen Buhai en la técnica administrativa, y las ideas de Shen Dao sobre la autoridad y la profecía, haciendo hincapié en que el autócrata será capaz de lograr un firme control sobre el estado con el dominio de las metodologías de sus predecesores: su posición de 'poder' (勢 shì), 'técnica' (術 shù), y 'ley' (fa). Destacó la importancia del concepto de responsabilizar del resultado real a la palabra (刑名 xingming), unido al sistema de "dos asas" de castigo y recompensa, así como al wu wei ('no esfuerzo').

## Vida
Se ignoran muchos detalles sobre su vida. Fue un miembro de la familia reinante de Han, uno de los estados más débiles que estuvieron en conflicto entre el siglo V a. C. y el siglo III a. C.
Estudió con el filósofo confuciano Xunzi pero lo abandonó para seguir otra escuela de pensamiento más relacionada con las condiciones que acompañaron al colapso del sistema feudal en su tiempo. Al descubrir que su consejo para el gobernante de su estado natal fue ignorado, puso sus ideas por escrito. También se dice que un defecto en el habla le indujo a recurrir a la escritura.
La biografía de Han Fei escrita por Sima Qian refleja lo siguiente: 
"Han Fei era un príncipe de Han, partidario del estudio del nombre/forma y de la ley/arte, que Sima Qian defendía dudosamente como arraigado en la filosofía Huang-Lao. Nació tartamudo y no era capaz de disputar bien, pero era bueno escribiendo papeles. Junto con su amigo Li Si, sirvió a Xun Qing, y el propio Si admitió que no era tan competente como Fei. Viendo que Han estaba en declive, a menudo se quejaba ante el rey de Han presentando documentos, pero el rey no accedía a contratarle. Ante esto, Han Fei se sintió frustrado por la realidad de que, al gobernar un estado, el rey no se esforzaba por refinar y clarificar el sistema jurídico del estado, por controlar a sus súbditos haciéndose con el poder, por mejorar la propiedad y la defensa del estado, o por llamar y emplear a los sabios mejorando el estado.
Más bien, el rey empleaba a los corruptos y traidores y los colocaba en puestos más altos que a los sabios. Consideraba a los intelectuales como una perturbación de la ley al emplear su literatura y pensaba que los caballeros violaban la prohibición del estado al emplear fuerzas armadas. Mientras el Estado estaba en paz, al rey le gustaba patrocinar a los honrados; mientras estaba necesitado, empleaba guerreros con armadura y casco. Así, los hombres cultivados no podían ser empleados y los hombres empleados no podían ser cultivados. Severamente afligido por la realidad de que los hombres de alta integridad y rectitud no eran abrazados por los súbditos con inmoralidad y corrupción, observó los cambios en el ganar y perder del pasado. Por ello, escribió varios trabajos como «Indignación solitaria», «Cinco alimañas», «Conjuntos internos y externos de dichos», «Persuasiones recopiladas» y «Dificultades en el camino de la persuasión», que suman cien mil palabras. Sin embargo, aunque el propio Han Fei conocía bien la dificultad de la persuasión, pues su obra sobre las dificultades en el camino de la persuasión era muy completa, finalmente encontró una muerte prematura en Qin. No pudo escapar de la trampa de las palabras para sí mismo."
Qin Shi Huang (primer emperador de la dinastía Qin en el 221 a. C.) leyó admirado algunos de sus ensayos. Cuando en el 234 a. C. Zheng lanzó un ataque contra Han, el gobernante de Han envió a Han Feizi a negociar con Qin. Zheng estaba encantado de recibir a Han Feizi y probablemente planeaba ofrecerle un alto cargo en el gobierno. Li Si, el primer ministro de Qin y excompañero de escuela de Han Feizi, presumiblemente temeroso de que este último pudiera ganar el favor del rey en virtud de una erudición superior, encarceló a Han Feizi por una acusación de duplicidad. Cumpliendo con la orden de Li Si de suicidarse, bebió el veneno, acabando con su vida.

## Pensamiento político
Entre el siglo V y siglo II a. C., los gobernantes compitieron por ostentar el poder en un imperio chino unido, y apareció una nueva filosofía política de adaptación a esos años turbulentos. Pensadores como Shang Yang (290 - 338 a. C.) Shen Dao (c. 350 - 338 a. C.), y Shen Buhai (m. 337 a. C.) defendieron un sistema de gobierno mucho más autoritario que se conoció como legalismo.

### Hanfeizi
Sus obras fueron recopiladas en el Hanfeizi, presumiblemente compilado después de su muerte, que consta de 58 capítulos (si bien algunos de ellos pueden atribuirse con seguridad a otros escritores legalistas) de extensión variable, presentan una síntesis de las teorías legalistas de su tiempo. Está traducido al inglés en dos volúmenes con el título The Complete Works of Han Fei Tzu (1939-1959).
Formalizado e implementado por Han Fei Tzu, el legalismo rechazaba la idea de Confucio de predicar con el ejemplo y también la creencia de Mozi en la bondad innata de la naturaleza humana; en cambio adoptó el punto de vista más cínico de que la gente actuaba para evitar castigos y lograr ganancias personales. Según los legalistas, la única manera en que podría controlarse esto era un sistema que pusiera el acento sobre el bienestar social del Estado por encima de los derechos individuales, con leyes estrictas que castigasen conductas indeseables.
Para Han Feizi era axiomático que las instituciones políticas deben cambiar con las circunstancias históricas. Es una locura, dijo, aferrarse a formas anticuadas del pasado, como lo hicieron los confucianos. También las instituciones políticas se adaptan al patrón prevaleciente del comportamiento humano, que no está determinado por sentimientos morales sino por condiciones económicas y políticas. El gobernante, por lo tanto, no debería tratar de hacer a los hombres buenos sino solo impedirles hacer el mal. Tampoco debe intentar "ganarse los corazones de la gente" porque, por egoístas que sean los hombres, no conocen sus verdaderos intereses. Para los legalistas, la mente de la gente es tan poco confiable como la de un infante. 
De la admisión de estas leyes se ocupaban los ministros del gobierno, quienes, a su vez, estaban bajo las leyes que los responsabilizaban, recibiendo del gobernante castigos o favores. De este modo se mantenía la jerarquía con el gobernante a la cabeza, y se controlaba la corrupción y las intrigas. Para garantizar la seguridad del Estado en épocas de guerra, era de vital importancia que el gobernante pudiera fiarse de los ministros y que todos actuasen al interés del Estado y no en el propio.

"Si uno tiene regulaciones basadas en estándares y criterios objetivos y las aplica a la masa de ministros, entonces ese gobernante no puede ser engañado por astucia fraudulenta"
Han Fei

Para asegurar una burocracia efectiva y proteger su autoridad de la usurpación, el gobernante debe hacer uso del deshu ("técnicas administrativas" o "arte de gobernar"). A los gobernantes del período de los Reinos combatientes les resultó ventajoso emplear hombres hábiles en el gobierno, la diplomacia y la guerra.
Con la autoridad suprema segura y el buen orden prevaleciendo, el gobernante procede a engrandecer su reino por medio del poder militar. El poder es el factor decisivo en las relaciones interestatales. El poder militar es inseparable de la fuerza económica. La agricultura es la única ocupación productiva, todos los demás trabajos, especialmente el del erudito, deben ser desalentados. Dar alivio a los desamparados es imprudente e injusto. Recolectar impuestos de los ricos para ayudar a los pobres "es robar a los diligentes y frugales y complacer a los extravagantes y perezosos".